# Oriole à dos orange
Icterus croconotus
Espèce
Répartition géographique
Statut de conservation UICN

 LC  : Préoccupation mineure
L'Oriole à dos orange (Icterus croconotus) est une espèce d'oiseau de la famille des ictéridés.

## Habitat
Il fréquente les lisières de la forêt tropicale.

## Nidification
L’Oriole à dos orange emprunte le nid d’autres espèces pour nicher.  Le nid le plus communément utilisé est celui du Cassique cul-jaune.  Il peut aussi pirater un nid occupé par le cassique.  L’Oriole à dos orange est parfois parasité par le Vacher luisant.

## Répartition et sous-espèces
Deux sous-espèces sont reconnues :
- I. i. croconotus (Wagler, 1829) — Guyana et Roraima ; sud de l'Amazone, est de l'Équateur et nord du Pérou ;
- I. i. strictifrons Todd, 1924 — est de la Bolivie, Paraguay, sud du Brésil et nord de l'Argentine.

## Galerie

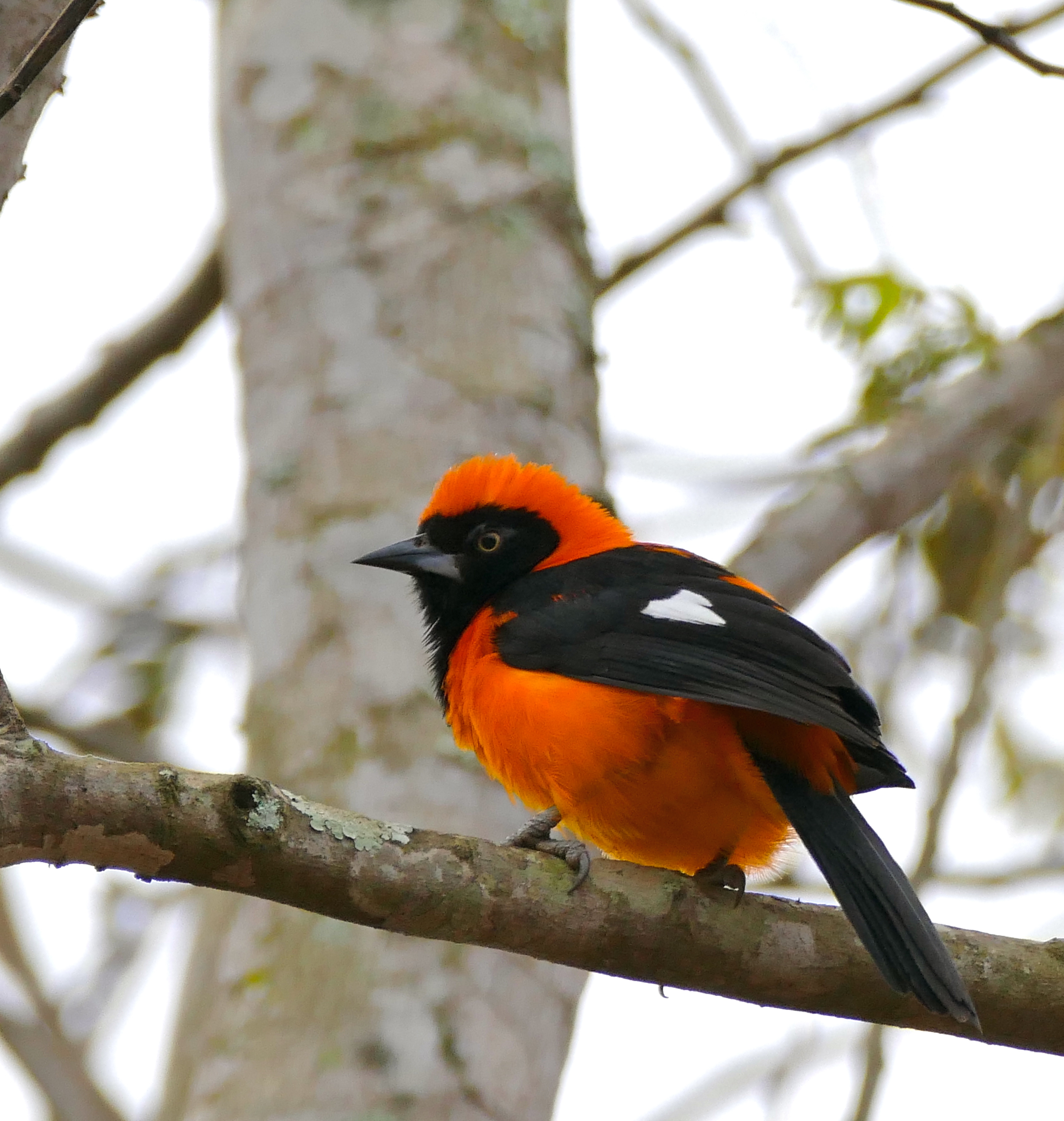
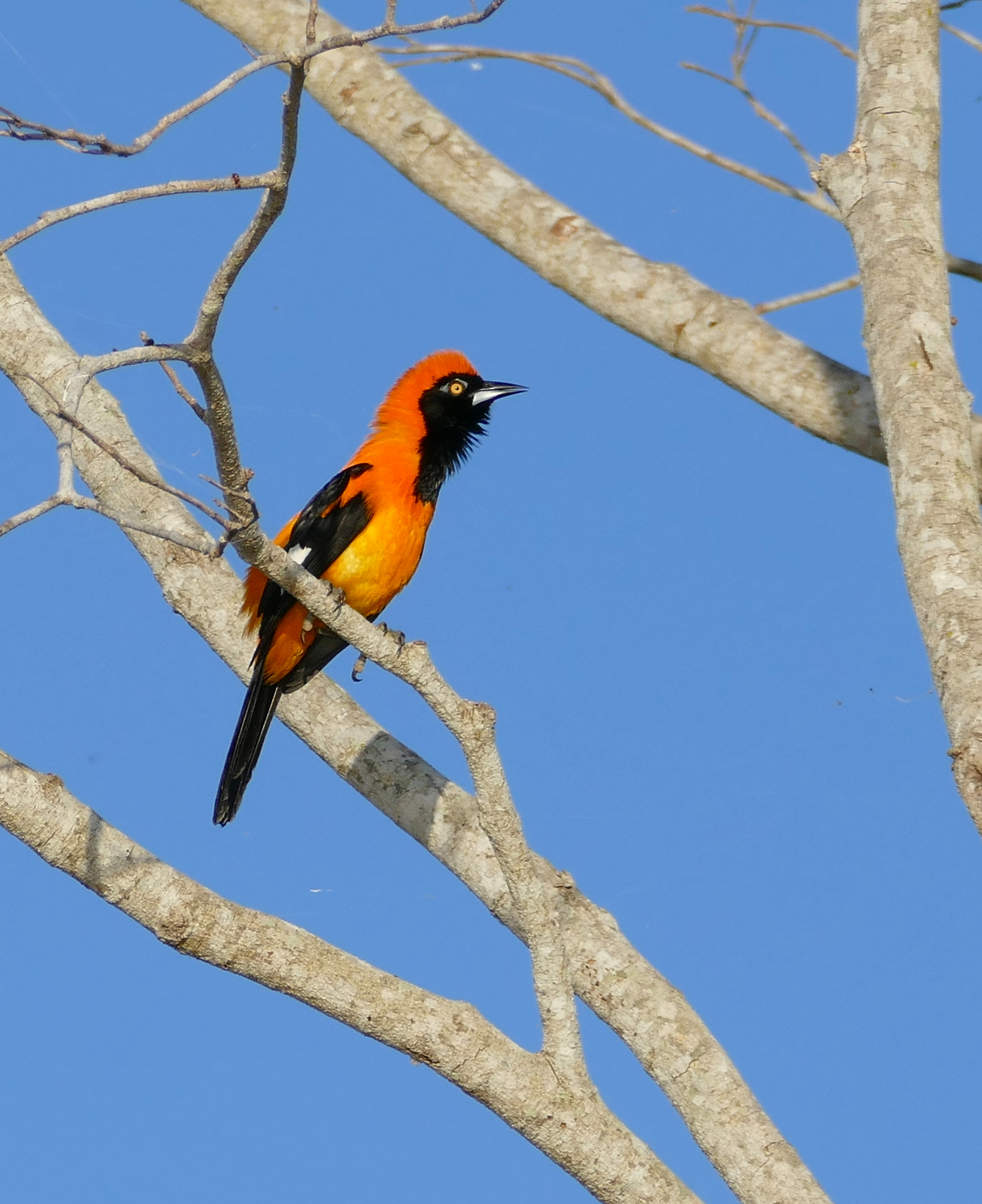
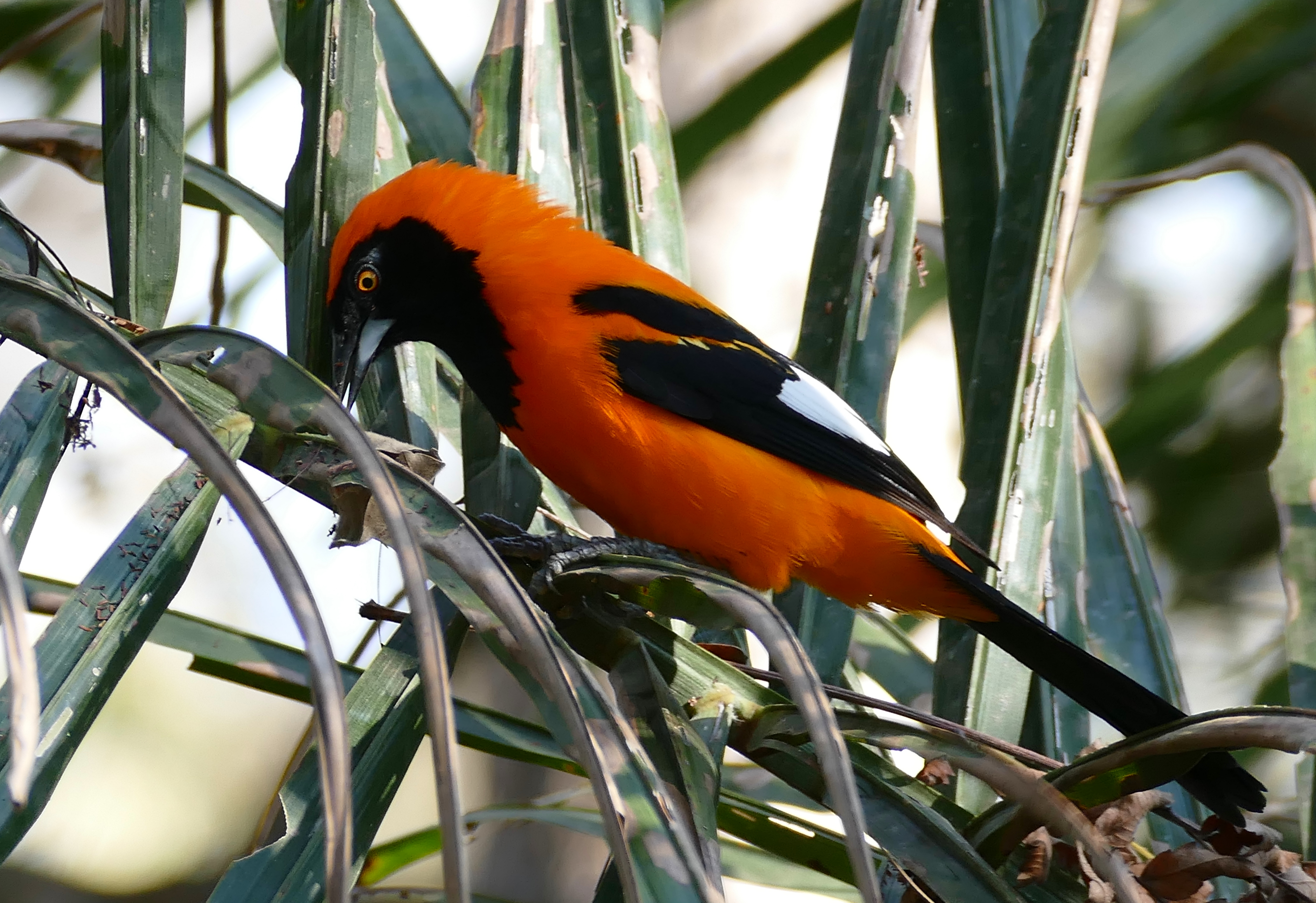